# Andrew Gower
Andrew Christopher Gower (nascido em 2 de Dezembro de 1978) é um programador e desenvolvedor de jogos britânico. Criador do famoso MMORPG RuneScape e co-fundador da empresa Jagex Ltda. Ele fundou a empresa com Paul Gower e Constant Tedder. Em dezembro de 2010 ele deixou o conselho de administração da Jagex. Ele não tem mais participações na empresa. Em novembro de 2011, ele não é listado sob os créditos para RuneScape. Desde que deixou a Jagex, Gower fundou um desenvolvimento novo jogo e empresa de consultoria, Fen Research, da qual detém 90% das ações. Atualmente, um jogo sci-fi futurista está em formação, para que Gower criou uma linguagem de programação de tipagem estática para ajudar no desenvolvimento.

## Biografia
Andrew Gower nasceu em Nottingham, Inglaterra. Frequentou a Escola Becket e passou a estudar na Universidade de Cambridge. Em 2007, o Sunday Times Rich List listados Andrew e Paul Gower como os 654 mais ricos empresários do Reino Unido, R $ 113 milhões. Em 2009, o Sunday Times listou como os 566 homens mais ricos, no valor estimado em £ 99 milhões. O Daily Telegraph também listados Andrew e Paul Gower como os mais ricos 11 jovens empreendedores no Reino Unido.
De acordo com a sua conta no Twitter pessoal, Gower foi a programação desde a idade de 7 anos. Ele descobriu a ideia de RuneScape enquanto jogava pacman.

## Ligações Externas
- FenResearch